# Melanohalea olivaceoides
Melanohalea olivaceoides är en lavart som först beskrevs av Krog, och fick sitt nu gällande namn av O. Blanco, A. Crespo, Divakar, Essl., D. Hawksw. & Lumbsch. Melanohalea olivaceoides ingår i släktet Melanohalea och familjen Parmeliaceae.   Inga underarter finns listade i Catalogue of Life.